# Córrego do Ouro
Córrego do Ouro är en kommun i Brasilien.   Den ligger i delstaten Goiás, i den centrala delen av landet, 290 km väster om huvudstaden Brasília. Antalet invånare är 2 629.
Omgivningarna runt Córrego do Ouro är huvudsakligen savann. Runt Córrego do Ouro är det mycket glesbefolkat, med 6 invånare per kvadratkilometer.